# روبرت شولتس
روبرت شولتس (بالألمانية: Robert Scholz)‏ هو ممثل ألماني، ولد في 23 أبريل 1886 في ألمانيا، وتوفي في 10 أكتوبر 1927 في ألمانيا.

## وصلات خارجية
- روبرت شولتس على موقع IMDb (الإنجليزية)
- روبرت شولتس على موقع أول موفي (الإنجليزية)
- روبرت شولتس على موقع قاعدة بيانات الأفلام السويدية (السويدية)
- روبرت شولتس على موقع قاعدة بيانات الفيلم (الإنجليزية)